# Prêmio Carmem Dolores Barbosa
O Prêmio Carmen Dolores Barbosa foi um prêmio literário brasileiro, cujo nome faz referência a uma socialite paulistana.

## Nome
O prêmio levava o nome de uma senhora da alta sociedade paulistana que anos antes já havia patrocinado um Salão de Artes, que também levava seu nome e que tinha Oswald de Andrade entre os julgadores. Clarice Lispector, ao se referir a Carmen Dolores Barbosa durante uma entrevista, afirmou não conhecer a razão do envolvimento de tal senhora com tantos escritores.

## Prêmio
O prêmio buscava encorajar aquilo que definia como "obra de criação", e  oferecia Cr$ 25.000,00 (vinte e cinco mil cruzeiros) ao melhor trabalho literário do ano, segundo seleção de um juri A premiação acontecia na cidade de São Paulo, à rua General Jardim (mais precisamente no no. 51, 3o andar). Consta que a escritora Clarice Lispector declarou ter recebido como prêmio apenas 20 cruzeiros, das mãos do então presidente Jânio Quadros.

## Vencedores
- 1954 - José Lins do Rego por Cangaceiros;[2]
- 1955 - Cornélio Pena por A menina morta;[1]
- 1956 - Orígenes Lessa por Rua do Sol;[3]
- 1957 - João Guimarães Rosa por Grande Sertão: Veredas;[4][5]
- 1959 - Jorge Amado por Gabriela Cravo e Canela;[6]
- 1960 - Cassiano Ricardo por Montanha russa;[7][8]
- 1961[9] ou 1962[10][11] - Clarice Lispector por A maçã no escuro.